# Tom Dey
Tom Dey (Hanover, 14 aprile 1965) è un regista e produttore cinematografico statunitense.
Dopo essersi laureato alla Brown University, si reca a Parigi per studiare cinema al Centre des Etudes Critiques. Tornato negli Stati Uniti frequenta a Los Angeles l'American Film Institute. Fra i suoi film più noti, Pallottole cinesi del 2000 con Jackie Chan e Showtime del 2002 con Robert De Niro.
Nel 2010 dirige Sansone, adattamento cinematografico dell'omonimo fumetto. 

## Filmografia
- Pallottole cinesi (Shanghai Noon) (2000)
- Showtime (2002)
- A casa con i suoi (Failure to Launch) (2006)
- Sansone (Marmaduke) (2010)
- La stagione dei matrimoni (Wedding season) (2022)